# Arm Wrestling
Arm Wrestling è un videogioco arcade del 1985 prodotto da Nintendo ed è uno spin-off della serie Punch-Out!!. Dal momento che è stato creato dallo stesso team di sviluppo che ha realizzato Punch-Out!!, Arm Wrestling presenta molte delle stesse caratteristiche come un sistema a doppio monitor e avversari stravaganti.

## Modalità di gioco
L'obiettivo del gioco è diventare il campione mondiale di braccio di ferro, sconfiggendo quanti più avversari possibile. Per ottenere questo titolo, il giocatore deve competere contro cinque diversi avversari controllati, dal computer e bloccarli in una partita, a tempo.
Una partita inizia quando il giocatore tocca a sinistra sul joystick. Durante la partita il giocatore deve attaccare premendo a destra sul joystick e toccando il pulsante per aumentare la potenza dell'attacco. Se l'avversario fa una strana faccia significa che stanno per contrattaccare. Per vincere una partita, il giocatore deve muovere il joystick avanti e indietro e sorprendere il nemico prima che abbia la possibilità di contrattaccare. Dopo che il secondo avversario è stato sconfitto, i giocatori giocheranno una partita bonus. Il gioco bonus richiede ai giocatori di prendere un sacco di soldi per guadagnare punti extra tirando sul joystick quando la borsa è vicino alla testa del protagonista. Dopo che il giocatore ha sconfitto il quinto ed ultimo avversario, il gioco ricomincia con una maggiore difficoltà. Il gioco è noto per i suoi effetti sonori, le risate robotiche e le animazioni bizzarre degli avversari. Quando il giocatore vince, a volte grida: "YAH-YAHOO!!!".

## Personaggi

### Texas Mac
Un texano stereotipato con un cappello da cowboy. È il primo avversario e il più facile da sconfiggere. Il gioco stesso fornisce le istruzioni in questa prima partita, mostrando esattamente come sconfiggerlo. Al giocatore viene anche data la possibilità di giocare di nuovo se perde la prima volta. Quando Texas Mac viene sconfitto, il suo cappello vola via rivelando la sua testa calva.

### Kabuki
Un lottatore di sumo giapponese e il suo nome fa riferimento al kabuki, un dramma di danza classica giapponese. Kabuki assomiglia incredibilmente a E. Honda di Street Fighter pur anticipando tale personaggio di 6 anni. Quando alza la mano sinistra, proverà a mettere tutto il suo peso nel suo braccio, se lo farà troppe volte vincerà.

### Mask X
Un alter ego di Bald Bull dalla serie di Punch-Out!! L'unico modo per sconfiggerlo è togliergli la maschera. La ricompensa per averlo sconfitto è di 50.000 punti. Anche se è contro le regole del braccio di ferro, Bald Bull userà una versione del suo "Bull Charge" contro il giocatore, il che lo costringe ad appoggiarsi all'indietro e tentare di dagli una testata, concedendogli un'opportunità tirare indietro la maschera mentre è stordito dopo l'attacco.

### Alice & Ape III
Una scimmia robot controllata da una bambina tramite un telecomando. La piccola Alice è "la buona amica" del robot Ape III, che lo controlla mentre il primate meccanico è alle prese col giocatore. Quando è in pericolo di perdere, Alice imbroglia afferrando una calamita da fuori campo per tirare indietro il braccio metallico del suo robot dall'altro lato e bloccare il giocatore. Il giocatore, tuttavia, può prendere il magnete e usarlo per rimuovere il braccio di Ape III al fine di vincere.

### Frank Jr.
Un omaggio al mostro di Frankenstein, reso popolare nel film degli anni '30. Il giocatore non può lottare con lui quando la parola "ATTENDERE!" appare sulla mano di Frank. Bisogna osservare i suoi occhi quando lo fa: se i suoi occhi si spostano a sinistra (o a destra), cercherà di abbassare il braccio. Se non lo fa, userà un attacco con un respiro di fuoco sul giocatore, che, se non schivato, causa perdita istantanea.